# ديفيد غارسيا (لاعب كرة قدم مواليد 1980)
دايفيد غارسيا (بالإسبانية: David García Haro)‏ (3 فبراير 1980 بلنسية إسبانيا - ) هو لاعب كرة قدم إسباني يلعب كمدافع.